# Psara (Schiff)
Die Psara (D-98) (griechisch Ψαρά) war ein Zerstörer der Kountouriotis-Klasse der griechischen Marine.

## Geschichte
Nach dem missglückten Putschversuch der Venizelisten im März 1935 wurde ein Offizier der Psara, Leutnant zur See Konstantinos Engolfopoulos, wegen angeblicher Beteiligung am 19. März 1935 angeklagt. Er wurde jedoch am 11. Mai 1935 freigesprochen.
1938 und von 1939 bis 1941 kommandierte Fregattenkapitän Panagiotis Konstas das Schiff. Erster Offizier war Oberleutnant zur See Ippokrates Dedes, der am 1. Januar 1941 zum Kapitänleutnant befördert wurde. 1940 und 1941 eskortierte die Psara mehrere Konvois. Außerdem beteiligte man sich an drei Angriffen in der Straße von Otranto am 14. und 15. November 1940, 15. und 16. Dezember 1940 sowie 4. und 5. Januar 1941. Am 11. März 1941, bei der Begleitung eines Konvois, wurde ein italienisches U-Boot versenkt oder zumindest schwer beschädigt.
Am orthodoxen Ostersonntag am 20. April 1941 rammte man ein weiteres U-Boot. Danach ging die Psara vor dem Hafen von Pachi im Saronischen Golf vor Anker. Am selben Tag flog die Luftflotte 4 der Luftwaffe einen Angriff auf den Hafen von Pachi. Die Psara eröffnete das Feuer auf die herannahenden Junkers Ju 87. Sie wurde jedoch von einer Fliegerbombe getroffen und versenkt. Hierbei starben 37 Seeleute. Konstas und Dedes überlebten den Angriff. Für die Gefallenen wurde ein Gedenkmal im Hafen von Pachi errichtet.